# Dropshipping
El dropshipping (del inglés: drop shipping, dropshipping o drop shipment) es un modelo especial de distribución para la venta de productos. En términos generales, hay tres partes involucradas en este proceso de venta: cliente, vendedor (minorista) y fabricante (mayorista). El proceso se puede definir de la siguiente manera: el vendedor (minorista) no almacena los productos en su inventario, sino que solicita el pedido del cliente directamente con el fabricante (mayorista), quien entonces despacha los productos directamente al cliente final.
El dropshipping puede ser sobre orden, diseño o patrón y se da cuando un minorista, quien típicamente vende en pequeñas cantidades al público general, levanta el pedido de una o varias unidades del bien o servicio acordando, que en vez de que se surta en su propio establecimiento, sea el mayorista quien lo provea directamente al comprador.
El envío puede ser en "paquete enmascarado" que significa que no incluye remitente; incluir solo la dirección de uno, ya sea el mayorista o el minorista; o los datos de ambos, en dónde el minorista recibe el tratamiento de "distribuidor o centro de servicio autorizado".
El minorista recibe una comisión o cantidad fija sobre cada venta, u obtiene una ganancia aprovechando el margen entre los precios de mayoreo y menudeo. Siempre se fijarán previamente en un "Contrato de dropshipping" las condiciones de venta.[cita requerida]
Algunos minoristas muestran los artículos en sus tiendas, de manera que los clientes puedan inspeccionarlos físicamente para levantar sus pedidos. Otros solo proporcionan catálogos, folletos y anuncios o la opción de adquirirlos por medio de páginas de ventas por Internet.
La industria de venta de libros es un ejemplo. Las tiendas minoristas de libros normalmente venden un único ejemplar de un libro al cliente. Pero una tienda puede recibir un pedido de, por ejemplo, 50 copias de un libro de una compañía que quiere comprar esos libros para sus empleados, clientes o accionistas. El librero acordará que el mayorista (editorial) suministre los libros directamente a la compañía.
El dropshipping fue el medio de distribución del Almanaque de Espinosa durante más de 150 años.

## Funcionamiento del Drop Shipping
Para el dropshipping se recurrirá a empresas especializadas que dispongan de sus propios productos para que las tiendas virtuales ofrezcan a su público. Su misión será comprar los productos, almacenarlos, empaquetarlos y enviarlos bajo el nombre de la tienda virtual o a nombre propio, también manejará las devoluciones.
En cuanto a la tienda virtual será propietaria de la base de datos de los clientes y quién le facturará a los mismos. Esta deberá estar constantemente chequeando la disponibilidad de los productos así como de sus plazos de entrega.
Dentro de esta metodología existen varios sistemas de gestión:
- Dropshipper puro: el minorista contacta con el mayorista o dropshipper para comercializar sus productos. Generalmente el mayorista le cobrará una pequeña cuota mensual, y le aportara un fichero CSV o XML para que puede integrar su catálogo en su tienda en línea. Este sistema generalmente requiere de ciertos conocimientos de informática a la hora de la carga de los ficheros.
- Centrales de compra dropshipping: trabajan con diferentes proveedores, lo cual aporta mayores posibilidades a los minoristas en línea, aportándoles un surtido mucho más amplio y profundo. Asimismo las centrales de compra dropshipping suelen prestar servicios de sincronización de productos, precios, promociones, así como otra serie de servicios tecnológicos que facilitan la tarea en el ámbito tecnológico a los minoristas.[cita requerida]

El dropshipping es un modelo de venta en auge, debido en gran medida al bajo coste que supone utilizar esta modalidad de venta ya que no requiere de costes de almacenaje ni aprovisionamiento de la mercancía. Sin embargo, estas ventajas no lo excluyen de ciertos inconvenientes que deben tenerse en cuenta; podemos encontrarnos, entre otros, los siguientes inconvenientes:
- Garantía: legalmente en España se debe ofrecer una garantía de tres años,[5] y los responsables son el fabricante o el vendedor. En esta situación, con el modelo de venta de dropshipping es habitual trabajar con proveedores mayoristas extranjeros, que no siempre cumplen con esa garantía de tres años, por lo que el único responsable frente al consumidor será el vendedor. Esto debe tenerse en cuenta a la hora de vender con esta metodología. La dropshipping en México se atiene a las reglas normales de una compraventa.[cita requerida]

- Divisa: el mercado de divisas es variable, lo cual puede repercutir tanto negativamente en los márgenes de beneficio del producto. El motivo es que el precio al que compras a tu proveedor puede estar pactado en una moneda, y en tu mercado local trabajar con otra. Ante una fluctuación del mercado de divisas se puede encontrar la situación de haber bajado enormemente el margen de beneficio o incluso entrar en perdidas si se descuida la actualización constante de los precios de venta en el mercado local.

- Atención al cliente: el dropshipping se caracteriza por una venta entre comprador y vendedor, en el que este último no llega a disponer ni siquiera a ver la mercancía, lo que deja al vendedor en una situación delicada cuando se produzcan reclamaciones por parte del comprador. El pleno desconocimiento que tiene el vendedor en lo referente al estado y calidad de la mercancía (enviada por un tercero) puede suponer en ocasiones un verdadero problema al tener que hacer frente a reclamaciones sin disponer de información para poder tratar esas incidencias.

No obstante, el dropshipping se ha visto afectada por las penalizaciones que los buscadores cómo Google han impuesto sobre el contenido duplicado que suelen ofrecer este tipo de tiendas de dropshipping.[cita requerida] Esto ha supuesto que estos negocios compitan entre sí vía precios ya que no tienen otra manera de diferenciarse, excepto si invierten en contenidos de calidad.